# یارم چو قدح به‌دست گیرد
غزلی با مطلع «یارم چو قدح بدست گیرد» غزل شمارهٔ ۱۴۸ از دیوانِ حافظ در تصحیحِ محمد قزوینی و قاسم غنی است.

## در دیگر آثار هنری
کاسهٔ سفالی نقاشی زیر لعابی متعلق به سدهٔ ۹ ه‍.ق  در موزهٔ ملی ایران نگهداری می‌شود که دو بیت از این غزل بر روی آن نقش بسته‌است.